# Johann Georg Pfund

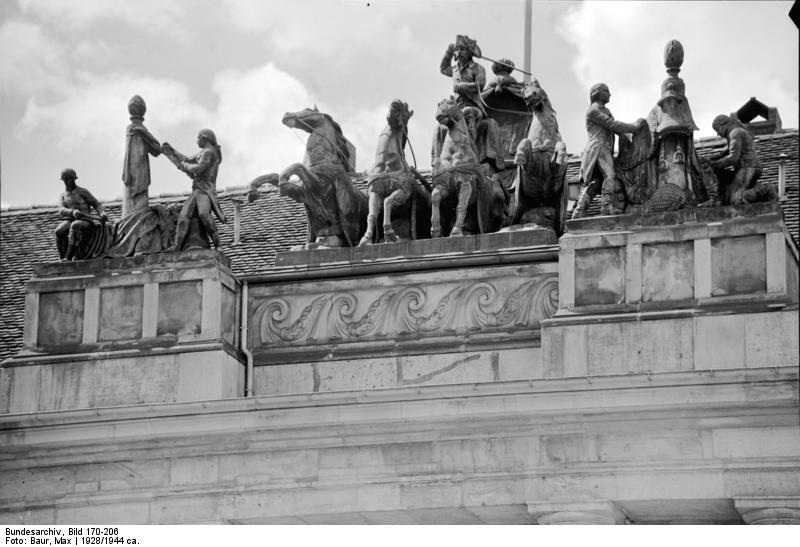
Quadriga auf dem Kutschstall am Potsdamer Neuen Markt; der Lenker des Gespanns ist eine Darstellung Pfunds

Johann Georg Pfund (auch George und Pfundt; * 22. September 1700 in Neuruppin; † 22. September 1784 in Potsdam) war der langjährige Leibkutscher König Friedrichs II. von Preußen.

## Leben
Pfund trat 1730 in die Dienste Friedrichs, der zu jener Zeit noch Kronprinz war. Über Pfunds Person ist wenig bekannt, weil die Fakten seiner Biographie schon frühzeitig von zahlreichen Anekdoten überdeckt wurden, die sich nicht mehr zuverlässig von den Tatsachen trennen lassen. Ein Grundmotiv der meisten Erzählungen geht wohl auf die Realität zurück: Pfund war in seinem Auftreten außerordentlich ungehobelt und selbst gegenüber Friedrich sehr unverschämt. Der König behielt ihn dennoch in seinen Diensten, da Pfund ein ungewöhnlich geschickter Kutscher war und besonders schnell zu fahren verstand, was dem auf ständigen Inspektionsreisen befindlichen Friedrich unentbehrlich schien.
1776 endeten Pfunds Dienste als Leibkutscher. Auch sein Ruhestand wurde Gegenstand von anekdotischen Darstellungen; Friedrich habe Pfund ohne Ruhegehalt entlassen, um sich für die Unverschämtheiten vieler Jahre zu rächen, heißt es unter anderem. Pfund habe den König lange Zeit und wiederholt um eine Altersversorgung bitten müssen, die ihm Friedrich schließlich nur auf Fürsprache des Oberstallmeisters Graf Schwerin in Höhe von 7 Talern und 8 Groschen monatlich gewährte. Gegen königliche Ungnade spricht allerdings, dass Pfund keineswegs lange um eine Pension betteln musste; die Anordnung für die Zahlung des lebenslangen Altersversorgung wurde bereits am 17. März 1776 von Friedrich ausgestellt. 1781 erhielt er eines der auf königlichen Befehl errichteten Häuser in Potsdam und starb drei Jahre später an seinem 84. Geburtstag, wie im Sterberegister der Zivilgemeinde der Potsdamer Garnisonkirche vermerkt wurde.
Ein Porträt Pfunds ist nicht bekannt; aber der livrierte Wagenlenker der Quadriga auf dem Königlichen Kutschstall am Neuen Markt in Potsdam, ein Werk des Bildhauers Johann Eckstein (nachweisbar 1772–1802) ist eine Darstellung des Leibkutschers.